# LOCKS
《LOCKS》는 가넷 크로우의 6번째 정규 음반이다. 2008년 3월 12일에 발매됐으며 작사는 아즈키 나나, 작곡은 나카무라 유리, 편곡은 후루이 히로히토가 맡았다.
이전 정규 음반 《THE TWILIGHT VALLEY》으로부터 1년 5개월 만에 발매되는 음반으로, 매년 정기적으로 발매하던 음반 중, 이례적으로 2007년을 건너뛰어 2008년 1/4분기 끝날 시점에 발매되었다.
구성품으로는 첫회한정반A(CD+DVD), 첫회한정반B(CD+DVD), 통상반(CD)로 나누어져있다. 자켓이 3가지 버전으로 나오는 경우는 이번이 최초이다.
첫회한정판 A의 DVD에는 《GARNET CROW special live 2007 in 仁和寺(인화사)》가 첨부되어 있다.
첫회한정판 B의 DVD에는 25번째 싱글《涙のイエスタデー(눈물의 예스터데이)》의 PV, 26번째 싱글 《世界はまわると言うけれど(세계는 돌아간다고 말하지만)》의 PV, 그리고 이번 앨범 타이틀 곡 《もう一度笑って(한 번 더 웃어)》PV가 첨부되어 있다.
24번째 싱글 [[가제토RAINBOW/고노테오노바세바|風とRAINBOW/この手を伸ばせば]]의 타이틀 2곡 《この手を伸ばせば(이 손을 뻗으면)》가 앨범버전으로 5번 트랙에 수록되어 있으며, 《風とRAINBOW(바람과 RAINBOW)》가 7번 트랙으로 수록되어 있다.
25번째 싱글 [[나미다노 이에스타데|涙のイエスタデー]]의 타이틀 곡 《涙のイエスタデー(눈물의 예스터데이)》가 앨범 버전으로 2번 트랙에 수록되어 있으며, 마지막으로 26번째 싱글 [[세카이와마와루토유케레도|世界はまわると言うけれど]]의 타이틀 곡 《世界はまわると言うけれど(세계는 돌아간다고 말하지만)》이 3번트랙으로 수록되어 있다.

## 수록곡

### CD
1. 最後の離島 (최후의 낙도)
2. [[나미다노 이에스타데|涙のイエスタデー]] (눈물의 예스터데이) -album ver.-
3. [[세카이와마와루토유케레도|世界はまわると言うけれど]] (세계는 돌아간다고 말하지만)
4. もう一度笑って (한 번 더 웃어)
5. [[가제토RAINBOW/고노테오노바세바|この手を伸ばせば]] (이 손을 뻗으면) -album ver.-
6. doubt
7. [[가제토RAINBOW/고노테오노바세바|風とRAINBOW]] (바람과 RAINBOW)
8. ふたり (두 사람)
9. Mr. Holiday
10. The first cry
11. Love is a Bird

### DVD (첫회한정판 A)
1. GARNET CROW Special live 2007 in 仁和寺(인화사)

### DVD (첫회한정판 B)
1. 涙のイエスタデー (눈물의 예스터데이) PV
2. 世界はまわると言うけれど (세계는 돌아간다고 말하지만) PV
3. もう一度笑って (한 번 더 웃어) PV